# Sterculia guttata
Sterculia guttata är en malvaväxtart som beskrevs av William Roxburgh. Sterculia guttata ingår i släktet Sterculia och familjen malvaväxter. Inga underarter finns listade i Catalogue of Life.